# Blur 21
Blur 21 é um box set comemorativo da banda britânica de rock Blur, lançado em 2012. A caixa trouxe, nos formatos CD e DVD, todos os discos inéditos lançados pelo grupo, entre Leisure (1991) até Think Tank (2003), além de demos, raridades, projetos ao vivo e outros materiais até então exclusivos. As críticas ao material foram predominantemente positivas, alcançando 92% de aprovação no Metacritic.